# 昇降機等検査員
昇降機等検査員（しょうこうきとうけんさいん）とは、登録昇降機等検査員講習を受講・修了した後、昇降機等検査員資格者証の交付をうけた者。平成28年6月1日施行の建築基準法改正により、従前の「昇降機検査資格者」に変わり創設された。

## 概要
建築基準法第12条第3項によれば、民間建築物に設置されている昇降機のうち安全上、防火上又は衛生上特に重要であるものとして政令で定める昇降機（エレベーター、エスカレーター、フロアタイプの小荷物専用昇降機）及び特定行政庁が指定する昇降機（地域によってテーブルタイプの小荷物専用昇降機が指定されていることと指定されていないことがある。）の安全確保のための検査を定期的に行い、それを特定行政庁へ報告しなければならないことになっている。また、国等の公共建築物に設置されている昇降機においては、建築基準法第12条第4項の規定により、全ての昇降機の点検を定期的に行うこととなっている。この定期検査・定期点検を行う者が昇降機等検査員である。なお、一級建築士・二級建築士も定期検査・定期点検を行うことができる。
また、建築基準法第88条第1項で準用する同法第12条第3項及び第4項により、すべての遊戯施設（観覧車、ジェットコースター等）、建築物以外に設置されている観光用エレベーター及び観光用エスカレーターも同様に定期検査・定期点検を行う必要があり、本資格で行うことができる。

## 受講資格
- 大学において機械工学若しくは電気工学又はこれらに相当する課程を修めて卒業した後、昇降機又は遊戯施設に関して2年以上の実務経験を有する者
- 3年制短期大学（夜間を除く）において機械工学若しくは電気工学又はこれらに相当する課程を修めて卒業した後、昇降機又は遊戯施設に関して3年以上の実務経験を有する者
- 2年制短期大学、高等専門学校、旧専門学校において機械工学若しくは電気工学又はこれらに相当する課程を修めて卒業した後、昇降機又は遊戯施設に関して4年以上の実務経験を有する者
- 高等学校、旧中等学校において機械工学若しくは電気工学又はこれらに相当する課程を修めて卒業した後、昇降機又は遊戯施設に関して7年以上の実務経験を有する者
- 昇降機又は遊戯施設に関して11年以上の実務経験を有する者。
- 建築行政（昇降機又は遊戯施設に関するものに限る。）に関して、2年以上の実務経験を有する者。
- 昇降機又は遊戯施設に関する法令の施行(建築行政を除く。)に関して5年以上の実務経験を有する者。
- 一級建築士資格所持者、二級建築士資格所持者

## 講習
- 講習は、登録昇降機等検査員講習実施機関である、一般財団法人日本建築設備・昇降機センターが行う。
- 東京において10月上旬・10月中旬頃の2回、大阪において11月中旬・11月下旬頃の2回行われる。

### 講習科目
1. 昇降機・遊戯施設定期検査制度総論
2. 建築基準法令等
3. 建築学概論
4. 昇降機・遊戯施設に関する機械工学・電気工学
5. 昇降機概論
6. 昇降機検査標準
7. 遊戯施設概論
8. 建築基準法令
9. 遊戯施設検査基準
10. 昇降機・遊戯施設に関する維持保全
11. 修了考査

特定建築物調査員、建築設備検査員、防火設備検査員及び建築設備士の有資格者は3が免除される。
一級建築士及び二級建築士の資格で受講した者は11を受けることができないので、これらに対しては修了証明書は発行されず、代わりに聴講証書が発行される（一級建築士・二級建築士は、昇降機等検査員の資格によらずとも定期検査・定期点検ができるため）。
建築基準適合判定資格者については、講習をうけることなく、申請により昇降機等検査員資格者証の交付を受けることができる。